# Нуклеация
Нуклеация (зародышеобразование) — это первая по времени наступления стадия фазового перехода. На ней образуется основное число устойчиво растущих зародышей новой, стабильной фазы из исходной метастабильной фазы (пересыщенный пар). Начало этой стадии вызвано внешними факторами, создающими метастабильность, а окончание — снижением степени метастабильности из-за перехода части вещества метастабильной фазы в зародыши стабильной фазы. Следующей за стадией нуклеации является стадия коллапса, на которой происходит дальнейший рост зародышей новой фазы при практически неизменном их количестве. Нуклеация бывает двух типов — гомогенная (протекающая по гомогенному механизму) и гетерогенная.

## Примеры
- Образование капель на посторонних вкраплениях (гетерогенных центрах или ядрах конденсации) — гетерогенная нуклеация.
- Образование зародышей на отдельных молекулах исходной фазы — гомогенная нуклеация.

Потенциальный барьер на стадии нуклеации связан с затратами энергии на образование поверхностей раздела. В случае гетерогенной нуклеации потенциальный барьер существенно меньше, чем в случае гомогенной.